# Broadview (Saskatchewan)
Broadview è un comune del Canada, situato nella provincia del Saskatchewan, nella divisione No. 5.